# Prinz-Mahidol-Halle

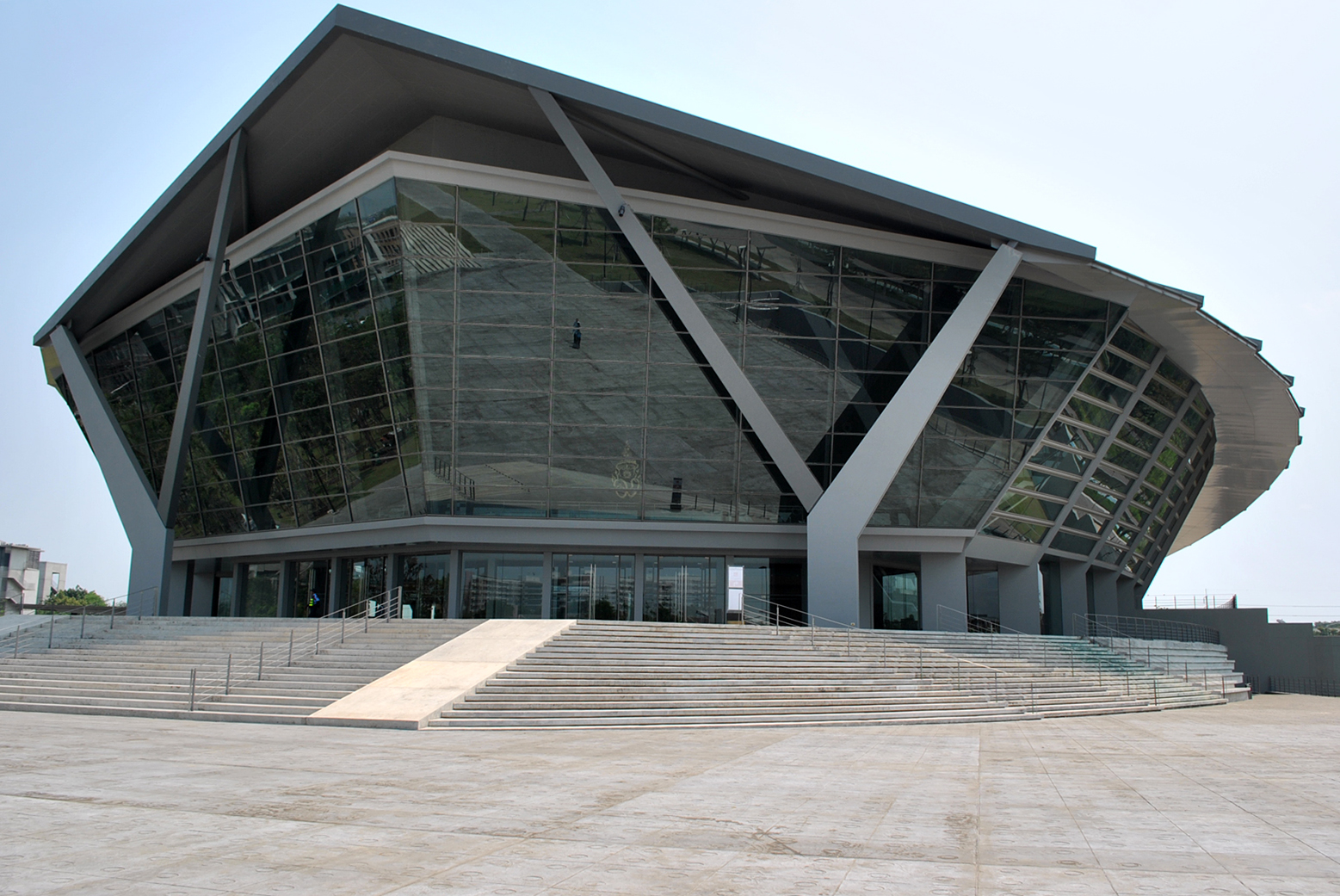
Prinz-Mahidol-Halle

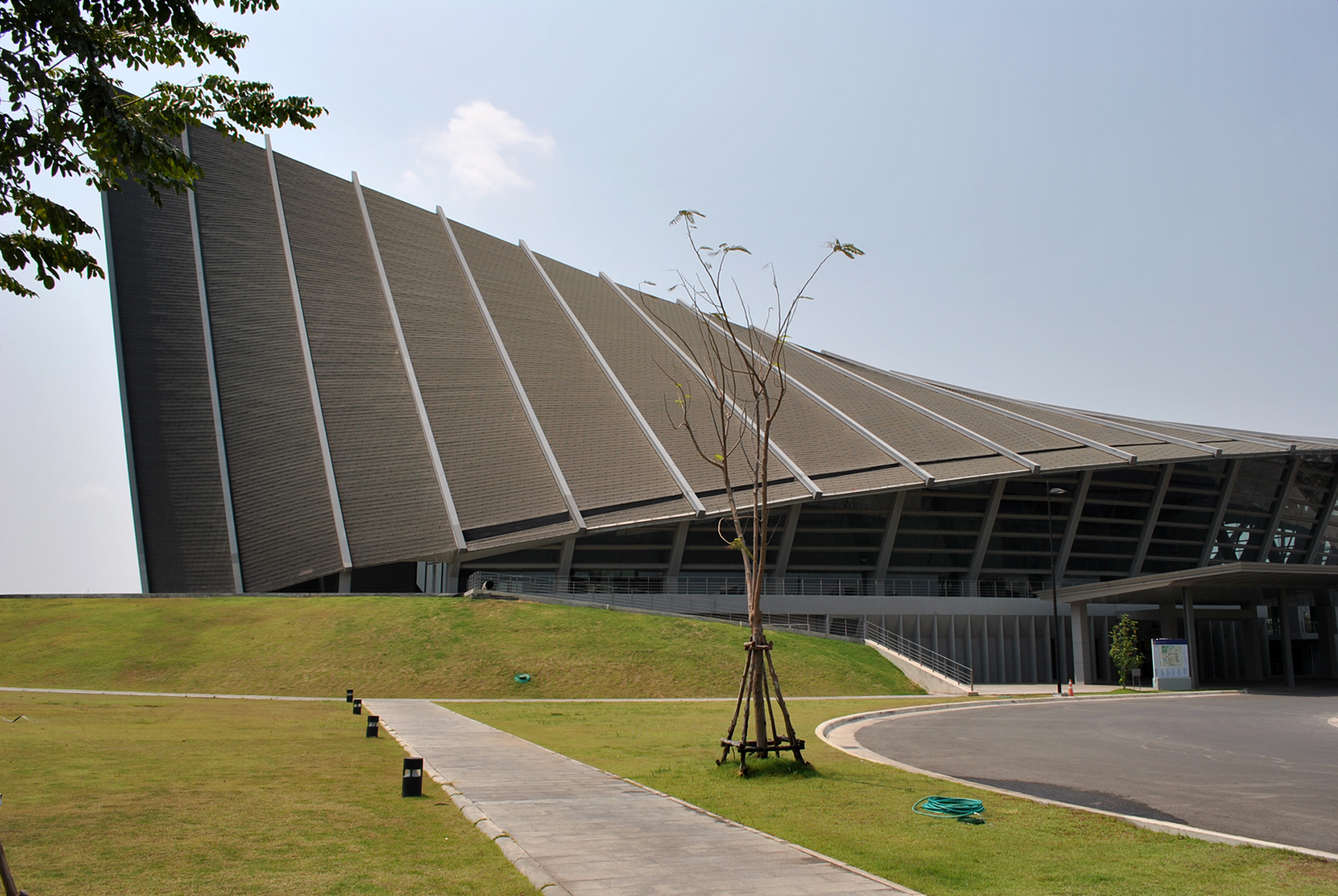
Prinz-Mahidol-Halle, Seitenansicht

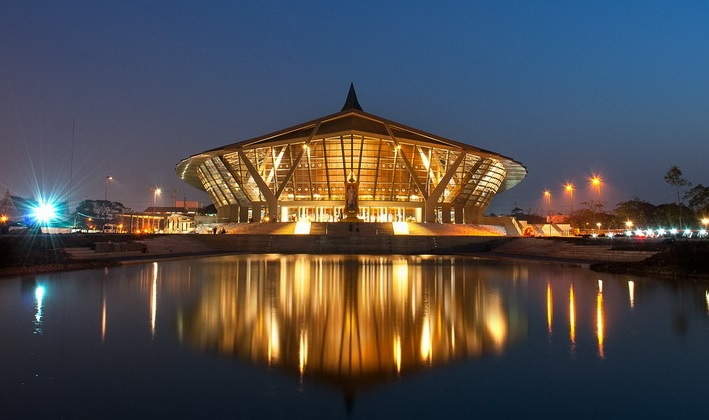
Prinz-Mahidol-Halle bei Nacht

Die Prinz-Mahidol-Halle (Thai: มหิดลสิทธาคาร) ist ein Konzerthaus in der thailändischen Provinz Nakhon Pathom. Es ist die Konzerthalle der Mahidol-Universität und wurde zu Ehren von Prinz Mahidol Adulyadej benannt.

## Geschichte
Im Jahr 2006 wurde an der Mahidol-Universität die Idee geboren, eine Halle für Konzerte sowie für besondere Ereignisse auf dem Campus der Universität zu errichten. An der Ausschreibung für eine solche Konzerthalle hatten mehr als zehn Architekturunternehmen ihre Projekte eingereicht. Der Wettbewerb wurde von drei maßgeblichen Mitgliedern der Mahidol-Universität unterstützt und bewertet. Die thailändischen Studioarchitekten 49 Ltd. gewannen schließlich den Wettbewerb. Das Projekt stellt eine multifunktionale Halle dar, die als Konzertsaal mit einer hervorragenden Akustik oder für andere Veranstaltungen mit mindestens 2000 Sitzen verwendet werden kann. Den Grundstein legte am 26. Juni 2009 Maha Chakri Sirindhorn, eine Prinzessin des Königreichs Thailand. Nach einer Bauzeit von fünf Jahren weihte sie die Halle schließlich am 14. April 2014 in Anwesenheit von Administratoren, Mitarbeitern, Professoren und Studenten. Im Anschluss an die Eröffnung fand ein Konzert mit dem Philharmonieorchester Thailand in der neuen Halle statt.

## Gebäudedesign
Blickpunkt des Gebäudes ist die Dachkonstruktion, die von der Form des menschlichen Skeletts inspiriert wurde und die auf die Ursprünge der Universität als medizinische Hochschule anspielt. Das Dachdesign besteht aus zwei Hüllschichten mit einer inneren Betonschale. Die Stahlrippenkonstruktion mit großer Spannweite maximiert den Innenraum. Die Skelettform ist sowohl von außen als auch von innen sichtbar. Die Lobby und die Korridore verlaufen entlang verglaster Wände. Die Glasplatten wurden so angeordnet, dass der Einfall des natürlichen Tageslichts möglich ist. Architektonische Elemente im Innenbereich, wie Klimaanlagen mit minimalem Geräuschpegel, Doppelschichtschalenverkleidungen und Schallreduzierungstüren wurden verwendet, um eine ungestörte höchste Klangqualität innerhalb des Auditoriums zu gewährleisten.
Der große Saal hat eine Fläche von 3400 Quadratmetern und ist mit 2016 Sitzen für die Besucher bestuhlt. Außerdem enthält das Gebäude einen Studiosaal, eine Probenbühne, sieben Ankleidezimmer für die Mitwirkenden, weitere Räume, einen Empfangsbereich sowie eine königliche Suite.